# Doubs (rivier)
De Doubs, uitspraak: doe, is een 430 km lange rivier in het oosten van Frankrijk. Zij ontspringt bij het dorp Mouthe in de Franse Jura, dicht bij de grens met Zwitserland. De bron van de Doubs ligt op een hoogte van 937 m, de rivier mondt bij Verdun-sur-le-Doubs, op een hoogte van 180 m in de Saône uit. Het departement waar de Doubs het eerste doorheen stroomt, is naar de rivier genoemd: het departement Doubs.
De naam komt van het Latijnse dubius = twijfelaar. De naam duidt op het feit dat de bron en de uitmonding maar op ongeveer 100 km van elkaar liggen, terwijl de lengte meer dan 400 km is. Eerst stroomt de rivier naar het noordoosten, richting de Rijn, en daarna, iets noordelijker, terug naar het zuidwesten.
De Doubs is gedeeltelijk grensrivier tussen Frankrijk en Zwitserland. Nabij Morteau vormt de Doubs het Lac de Chaillexon, waarna de rivier zich in een waterval, Le Saut du Doubs, 25 m naar beneden stort. Langs de grens met Zwitserland baant de Doubs zich een weg door een nauw dal, de Gorges du Doubs. Iets voorbij Goumois maakt de Doubs een lus op Zwitsers grondgebied.
Voor de plaats Montbéliard, bij Valentigney knikt de Doubs naar het zuidwesten. Kort daarna, bij Voujeaucourt, komt de Doubs samen met het Canal du Rhône au Rhin, dat vanuit het noordoosten van de Rijn komt. Dit deel tot aan Dole, stroomt de Doubs door een dal. Op sommige plaatsen zijn hier over de breedte van de Doubs aangelegde watervallen van ongeveer 1 m. Na Dole wordt de omgeving vlakker.
Bij Besançon gaat de Doubs met een grote lus om het oude centrum van de stad.
De rivier heeft een zeer onregelmatig debiet: van 21 m3/s bij laag water tot 1430 m3/s in februari 1990.

## Scheepvaart
Het kanaal vanaf Voujeaucourt loopt voor de scheepvaart evenwijdig aan de Doubs tot aan de monding in de Saône door. Alleen waar over de Doubs zelf kan worden gevaren, is het kanaal onderbroken. Om het hoogteverschil te overwinnen liggen er in het kanaal veel sluizen, maar deze zijn maar 5,10 meter breed. Er is daarom alleen lichte scheepvaart mogelijk. Bij Besançon gaat het kanaal met een tunnel, ook maar 5,10 meter breed, onder de citadel door. Langs het kanaal gaat een pad, dat door het waterschap wordt gebruikt voor de inspectie van de Doubs en het kanaal. Dit pad is voor fietsers toegestaan en vormt een onderdeel van de EuroVelo 6, een fietsroute van Nantes naar de Zwarte Zee.

## Geografie
Departementen en belangrijke steden in het stroomgebied:
- Doubs 25 : Pontarlier, Montbéliard, Besançon
- Jura 39 : Dole
- Saône-et-Loire 71

Belangrijkste zijrivieren:
- Loue
- Orain

|  |  |  |

- Gemeinsame Normdatei: 4091200-0
- Historisch woordenboek van Zwitserland: 007146
- Library of Congress Control Number: sh96004234
- Nationale Bibliotheek van Israël: 987007549107005171
- Virtual International Authority File: 315145191